# این فقط یک رؤیای کوچک است
«این فقط یک رؤیای کوچک است» (انگلیسی: Bas Itna Sa Khwaab Hai) فیلمی هندی است که در سال ۲۰۰۱ منتشر شد. از بازیگران آن می‌توان به آبیشک باچان، رانی موکرجی و جکی شروف اشاره کرد.